# Monte Cassa del Ferro
Der Monte Cassa del Ferro ist ein 3140 m s.l.m. hoher Berg der Livigno-Alpen in der italienischen Provinz Sondrio (Region Lombardei). Etwa 500 Meter südwestlich des Hauptgipfels befindet sich ein mit 3134 m s.l.m. Höhe nur wenig niedriger Nebengipfel.

## Lage und Umgebung
Der Monte Cassa del Ferro ist die höchste Erhebung eines in Nord-Süd-Richtung verlaufenden Gebirgskammes zwischen dem Lago di Livigno im Westen und Norden, dem Val del Gallo im Osten sowie dem Valle Alpisella im Süden. Mit einer Schartenhöhe von 849 Metern ist er ein relativ eigenständiger Berg.

## Routen zum Gipfel
Der Berg wird wegen seiner Abgelegenheit selten bestiegen. Die gängigste Route führt vom Passo di Fraéle durch das Valle Bruna bis in den Sattel zwischen Monte Cassa del Ferro und Cima di Pra Grata. Von dort aus wird der Ostgrat des Berges erreicht und über diesen der Hauptgipfel. Der Schwierigkeitsgrad liegt bei T5 / II., wobei diese Schwierigkeit nur an einer einzigen Stelle am Ostgrat kurz unter dem Gipfel erreicht wird.